# Rhizobium
Rhizobium är ett släkte av gramnegativa kvävefixerande bakterier som lever i jorden. Kvävefixeringen görs i symbios med baljväxter.